# Aart
Aart ist als eine niederländische Form von Arnold ein niederländischer männlicher Vorname.

## Namensträger
- Aart Geurtsen (1926–2005), niederländischer Politiker
- Aart Gisolf, niederländischer Mediziner und Fernsehmoderator (* 1937)
- Aart Jacobi (* 1955), niederländischer Diplomat
- Reinder Aart Nummerdor (* 1976), niederländischer Volleyball- und Beachvolleyballspieler
- Aart Vierhouten (* 1970), niederländischer Radrennfahrer